# Вест-Баден-Спрінгс
Вест-Баден-Спрінгс (англ. West Baden Springs) — місто (англ. town) в США, в окрузі Орандж штату Індіана. Населення — 541 особа (2020).
У 20 столітті було одним з найпопулярніших курортів США. Відоме готелем Вест-Баден-Спрінгс і його куполом. Відреставрований готель відкрився для гостей у 2007 році.

## Географія
Вест-Баден-Спрінгс розташований за координатами 38°34′5″ пн. ш. 86°36′44″ зх. д. / 38.56806° пн. ш. 86.61222° зх. д. (38.568162, -86.612285).  За даними Бюро перепису населення США в 2010 році місто мало площу 2,84 км², з яких 2,82 км² — суходіл та 0,02 км² — водойми.

## Демографія

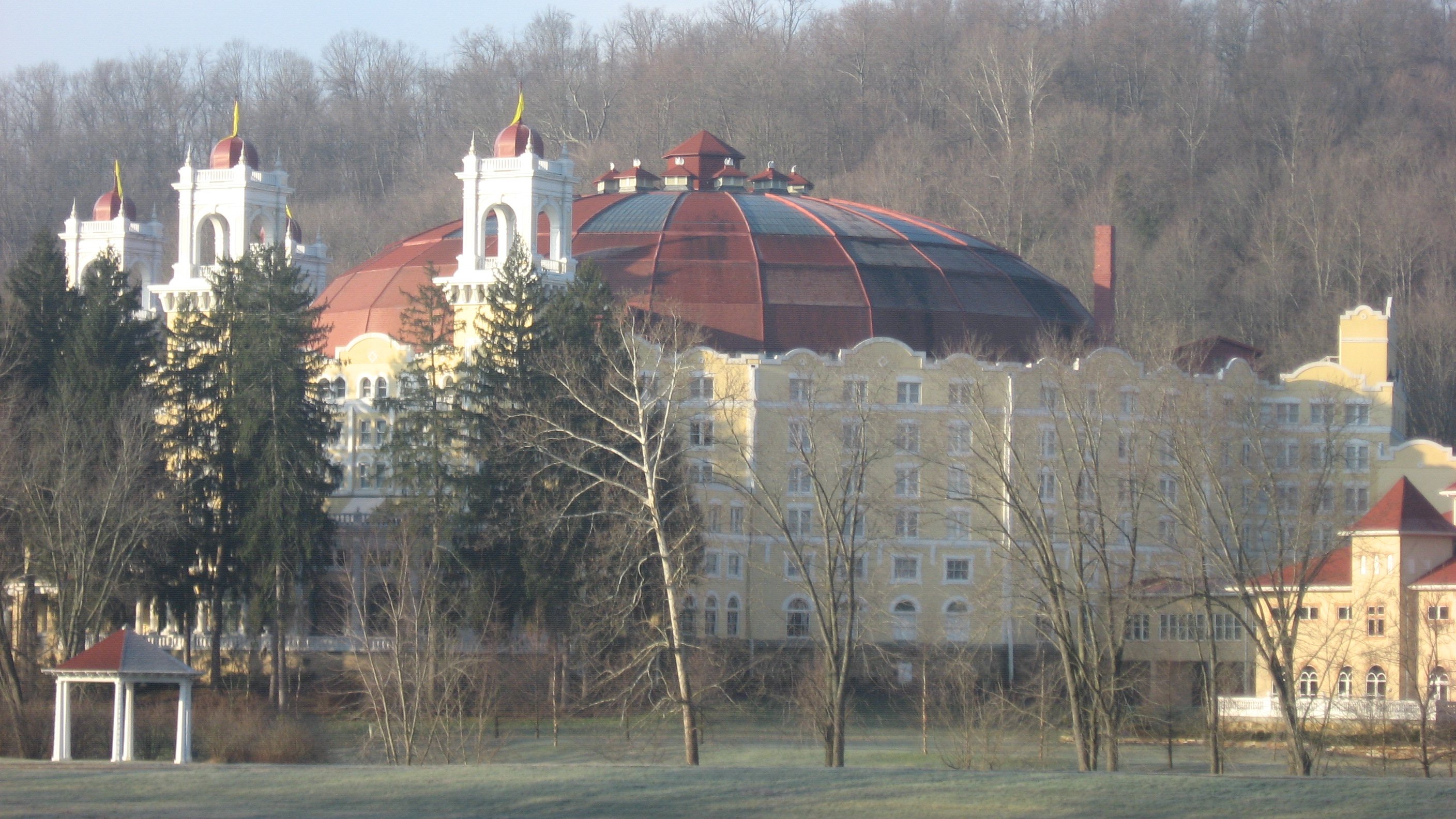
Купол готелю Вест-Баден-Спрінгс

Згідно з переписом 2010 року, у місті мешкали 574 особи в 251 домогосподарстві у складі 149 родин. Густота населення становила 202 особи/км².  Було 303 помешкання (107/км²).
Расовий склад населення:
| - 93,4 % — білих - 3,1 % — чорних або афроамериканців - 0,5 % — корінних американців - 0,3 % — азіатів |

До двох чи більше рас належало 1,9 %. Частка іспаномовних становила 1,4 % від усіх жителів.
За віковим діапазоном населення розподілялося таким чином: 24,0 % — особи молодші 18 років, 58,2 % — особи у віці 18—64 років, 17,8 % — особи у віці 65 років та старші. Медіана віку мешканця становила 40,4 року. На 100 осіб жіночої статі у місті припадало 100,7 чоловіків;  на 100 жінок у віці від 18 років та старших — 97,3 чоловіків також старших 18 років.
Середній дохід на одне домашнє господарство  становив 47 370 доларів США (медіана — 32 813), а середній дохід на одну сім'ю — 59 834 долари (медіана — 53 000). За межею бідності перебувало 13,2 % осіб, у тому числі 16,7 % дітей у віці до 18 років та 3,8 % осіб у віці 65 років та старших.
Цивільне працевлаштоване населення становило 296 осіб. Основні галузі зайнятості: мистецтво, розваги та відпочинок — 37,8 %, освіта, охорона здоров'я та соціальна допомога — 11,1 %, виробництво — 10,5 %.

## Відомі уродженці
- Ларрі Берд — баскетболіст